# 舍納爾姆約赫山

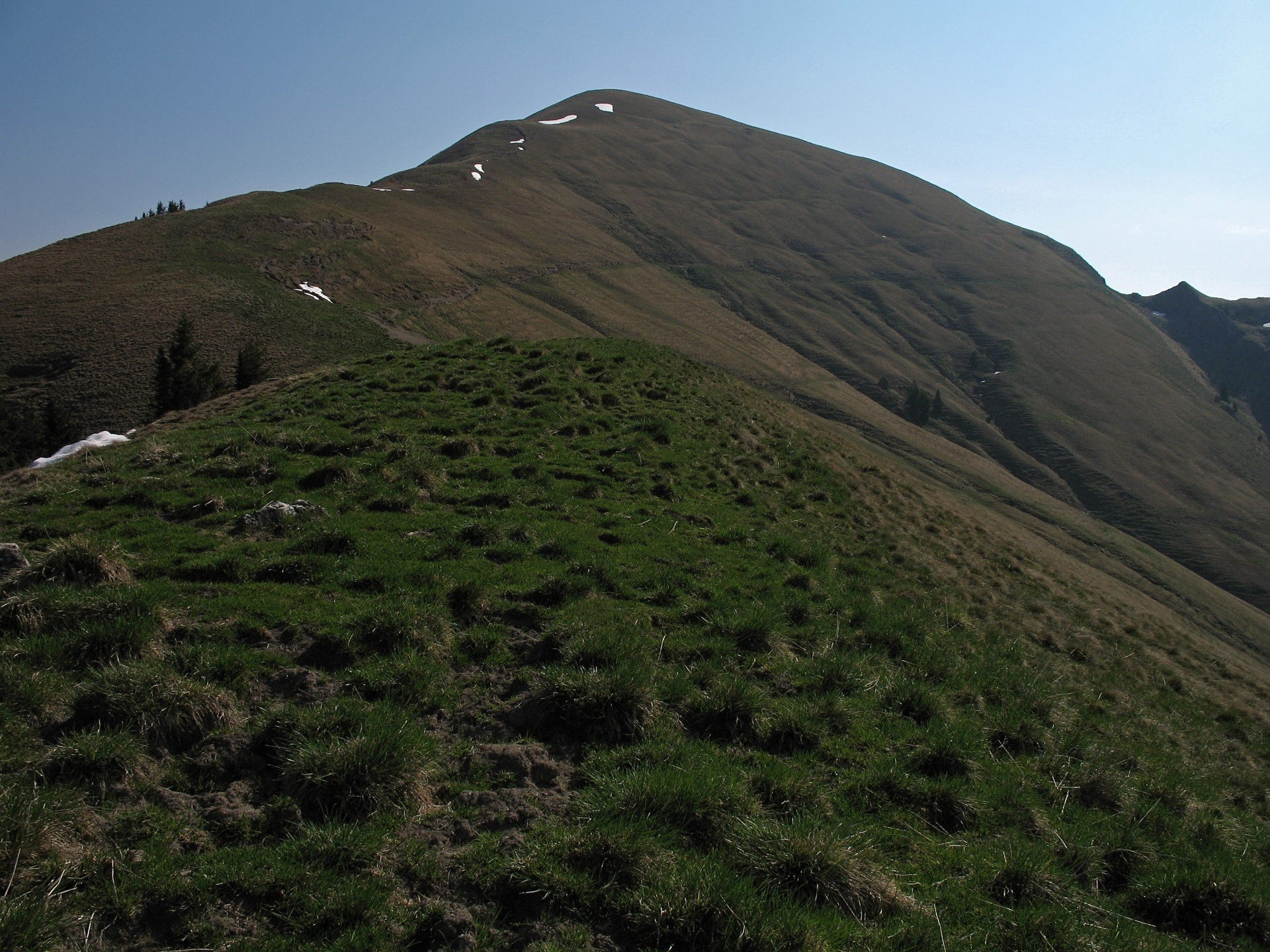

47°29′10″N 11°30′02″E / 47.48598°N 11.50051°E
舍納爾姆約赫山（德語：Schönalmjoch），是奧地利的山峰，位於該國西部，由蒂羅爾州負責管轄，屬於福爾卡文德爾山的一部分，距離弗賴施班克山1.3公里，海拔高度1,986米。